# Сив дългоух прилеп
Сивият дългоух прилеп (Plecotus austriacus) е вид дребни бозайници от семейство Гладконоси прилепи (Vespertilionidae).

## Общи сведения
Има добре изразени уши – дълги и добре завити. Много сходен е с кафявия дългоух прилеп (Plecotus auritus), с който дълго време са смятани за един вид. Дължината на главата и тялото на сивия дългоух прилеп е 42,0-53,2 mm, размахът на крилата – 265-295 mm, масата – 7-16 g. Ушите му са дълги 31-41 mm, а опашката – 39-55 mm. По гърба цветът му е сив с кафеникави нюанси, по корема – светлосив, а по лицето – тъмносив.

## Разпространение
Сивият дългоух прилеп е разпространен в Европа, Северна Африка и Близкия изток до Афганистан и Кашмир. В България се среща в цялата страна, предимно в равнините.

## Начин на живот и хранене
Сивият дългоух прилеп предпочита открити местности, включително обработваеми земи и дори селища. Живее поединично или на малки групи и не извършва продължителни миграции. През лятото използва за убежища хралупи на дървета или подпокривни пространства. Зимува в пещери с температура 2-6 °C, през зимата често се мести в самата пещера или дори сменя пещерите.
При полет сивият дългоух прилеп се ориентира чрез ехолокация, като излъчва стръмни честотномодулирани сигнали с честота 30-40 kHz и полегати честоттномодулирани сигнали с честота 18-25 kHz.  Полетът е бавен и маневрен. Ловува в открити местности в близост до убежището си, като лети на височина 2-5 m. Храни се основно с нощни пеперуди.

## Размножаване
Копулацията при сивия дългоух прилеп протича през есента. През юни-юли женските се събират на групи от 10-20 екземпляра и раждат по едно малко.